# حقل هابل العميق الفائق

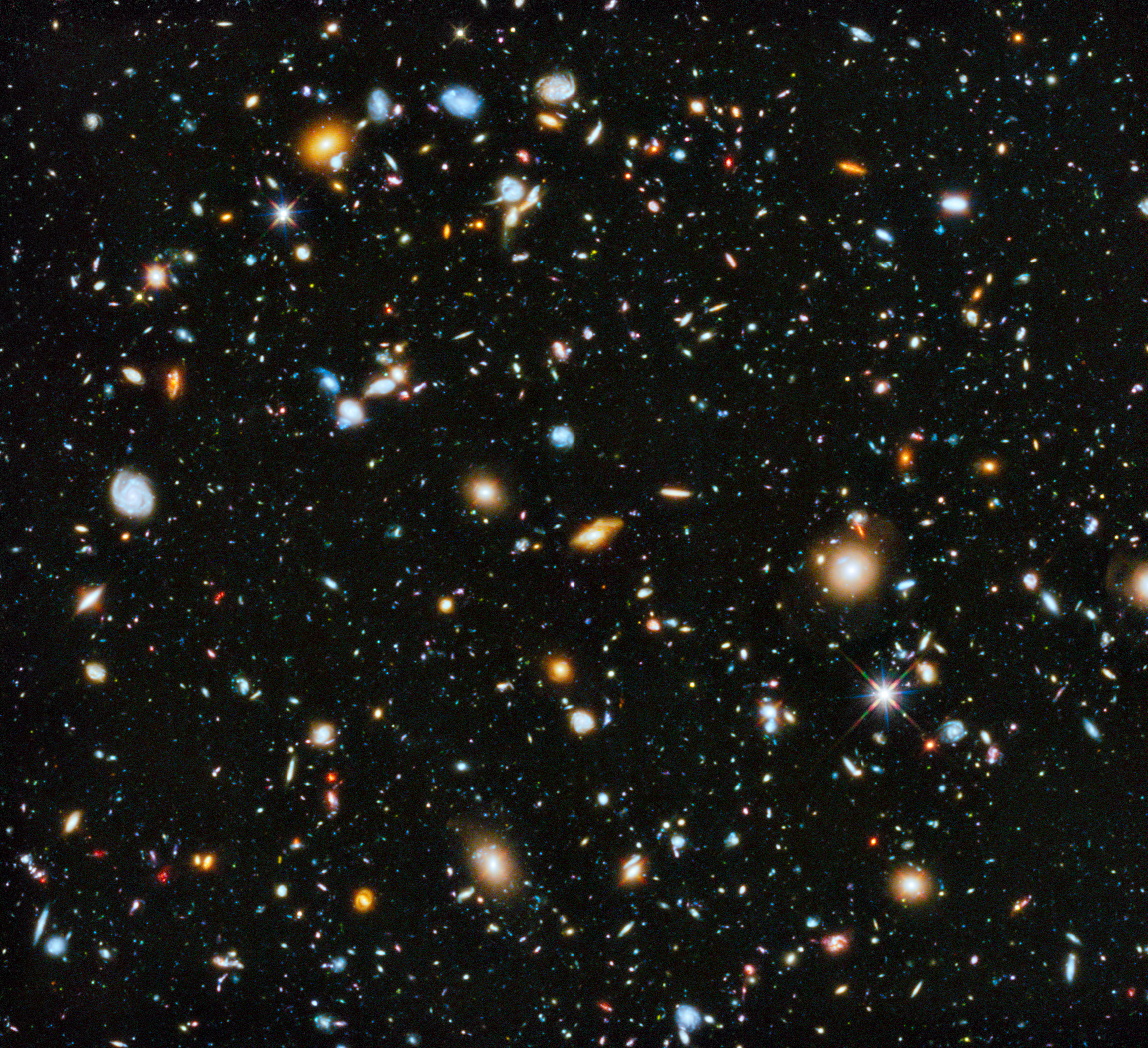
صورة حقل هابل العميق الفائق HUDF (يونيو 2014)، (نطاق كامل من الأشعة فوق البنفسجية وضوء قريب من الأشعة تحت الحمراء) تتضمن بعض المجرات الأكثر بُعدًا يتم تصويرها بواسطة تلسكوب بصري، تواجدت بعد فترة قصيرة بعد الانفجار العظيم (هذه الصورة لها نفس مجال الرؤية كما 2012 XDF، ولكن ناسا أعادت الاسم القديم للـ HUDF مع إصدار الصورة).

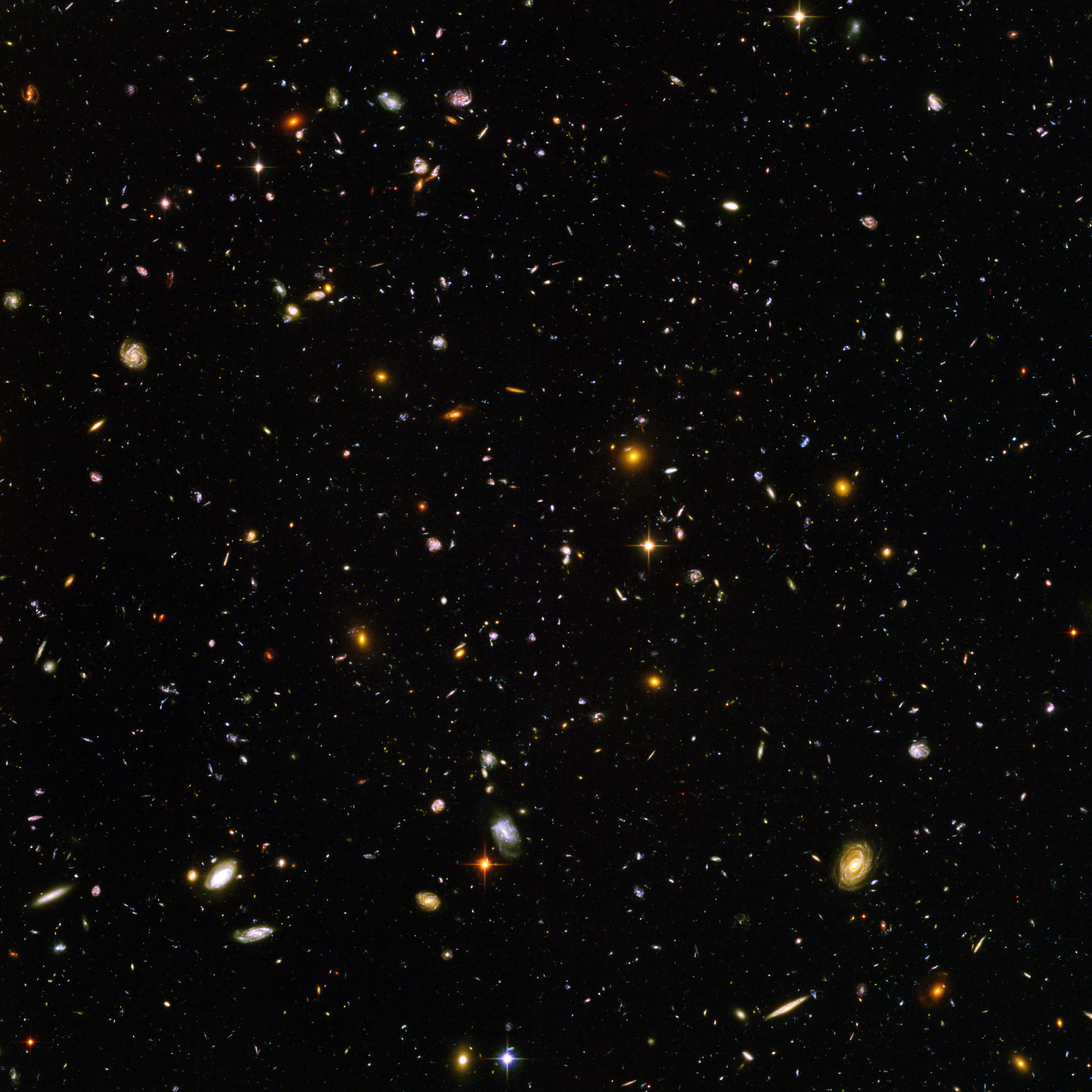
إصدار ناسا الأصلي، يحتوي على مجرات من مختلف الأعمار والأحجام والأشكال والألوان، أصغر المجرات وهي التي تميل للون الأحمر والتي يوجد منها ما يقرب من 10,000 في الصورة، هي بعض من المجرات الأكثر بُعدًا يتم تصويرها بواسطة تلسكوب بصري، وتواجدت على الأرجح بعد الانفجار العظيم بفترة قصيرة.

حقل هابل العميق الفائق (بالإنجليزية:Hubble Ultra-Deep Field،‏ HUDF اختصارًا) هي صورة لمنطقة صغيرة في الفضاء في اتجاه كوكبة الكور تحتوي على ما يقدر بـ 10,000 مجرة، وهي مؤلفة من بيانات تلسكوب هابل الفضائي التي تراكمت خلال الفترة من 24 سبتمبر 2003 حتى 16 يناير 2004. بالنظر إلى الوراء ما يقرب من 13 مليار سنة مضت (ما بين 400-800 مليون سنة بعد الانفجار العظيم) فقد تم استخدامه للبحث عن المجرات التي كانت موجودة في ذلك الوقت. تم أخذ الصورة الفائقة العمق HUDF في قسم في السماء ذو كثافة منخفضة من النجوم الساطعة في الحقل القريب، وهو ما سمح برؤية أفضل بكثير لأجرام خافتة وأكثر بعدًا، وفي أغسطس وسبتمبر 2009 تم توسيع حقل هابل العميق باستخدام قناة الأشعة تحت الحمراء بكاميرا واسعة المجال 3 (WFC3) حدثية مثبتة، عندما ضُمت بجانب بيانات HUDF، تمكن العلماء من تحديد قائمة جديدة من المجرات يُحتمل أن تكون بعيدة جدًا.
يقع الحقل جنوب غرب كوكبة الجبار في نصف الأرض الجنوبي في كوكبة الكور. الصورة مستطيلة الشكل هي 2.4 دقيقة قوسية إلى الحافة، أو 3.4 دقيقة قوسية قطرية، وهذا ما يقرب من واحد على عشرة من قطر زاوي القمر الكامل كما يُنظر إليه من الأرض (الذي هو أقل قليلا من 34 دقيقة قوسية)؛ أي أصغر من 1 مم في 1 مم على ورقة تبعد مسافة متر واحد من الناظر، ويعادل تقريبًا واحد على ثلاثة عشر مليون من المساحة الكلية للسماء. تم توجيه الصورة بحيث تشير إلى الزاوية اليسرى العلوية نحو الشمال (−46.4°) على القبة السماوية.
في 25 سبتمبر 2012 أصدرت ناسا نسخة إضافية منقحة من الحقل العميق الفائق أطلق عليها اسم الحقل العميق الأقصى eXtreme Deep Field (XDF)، تكشف المجرات التي تمتد خلف 13.2 مليار سنة من الوقت، تكشف مجرة يُفترض أنها تكونت بعد 450 مليون سنة فقط بعد الانفجار العظيم، وفي 3 يونيو 2014 أصدرت ناسا صورة حقل هابل العميق الأقصى تتآلف من ولأول مرة نطاق كامل من الأشعة فوق البنفسجية والضوء القريب من الأشعة تحت الحمراء.

## محتويات

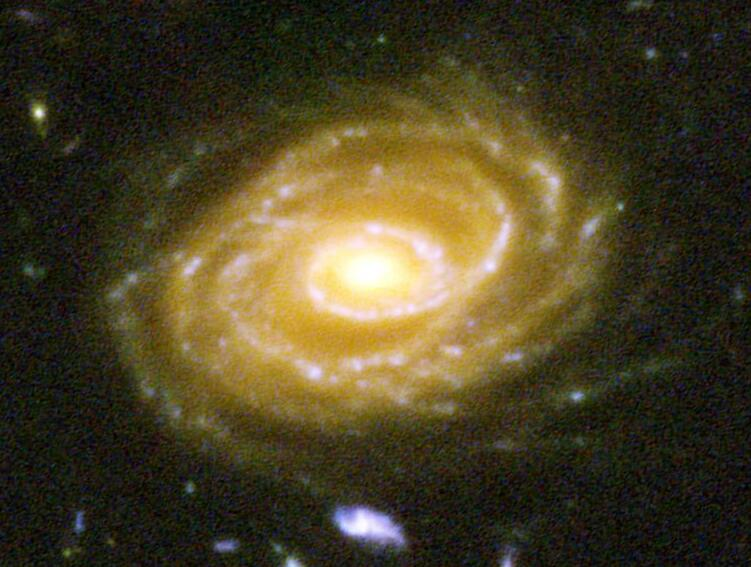
مجرة حلزونية UDF 423

حقل هابل العميق الفائق يُستخدم لأخذ أعمق صورة للكون على الإطلاق تم استخدامه للبحث عن مجرات وُجدت بين 400 و800 مليون سنة بعد الانفجار العظيم (الانزياح الأحمر بين 7 و12). عدة مجرات في الـ HUDF مرشحة بناء على الانزياح الأحمر الضوئي، لتكون من بين الأجرام الفلكية الأكثر بعدًا، القزم الأحمر UDF 2457 [الإنجليزية] يبعد مسافة 59,000 سنة ضوئية هو أبعد نجم تم جزمه بواسطة الـ HUDF، النجم قريب من مركز الحقل هو USNO-A2.0 0600-01400432 مع قدر ظاهري 18.95.
تصوير الحقل بواسطة كاميرا المسح الفلكي المتقدمة ACS تحتوي على أكثر من 10,000 جرم، غالبيتهم من المجرات، وكثير من الانزياحات الحمراء أكبر من 3، والبعض يُحتمل أن يكون له انزياح أحمر بين 6 و7، وقياسات كاميرا المجال القريب من تحت الأحمر والمطياف متعدد الأجسام قد تكون اكتشفت مجرات لها انزياح أحمر يصل إلى 12.

## حقل هابل العميق الأقصى

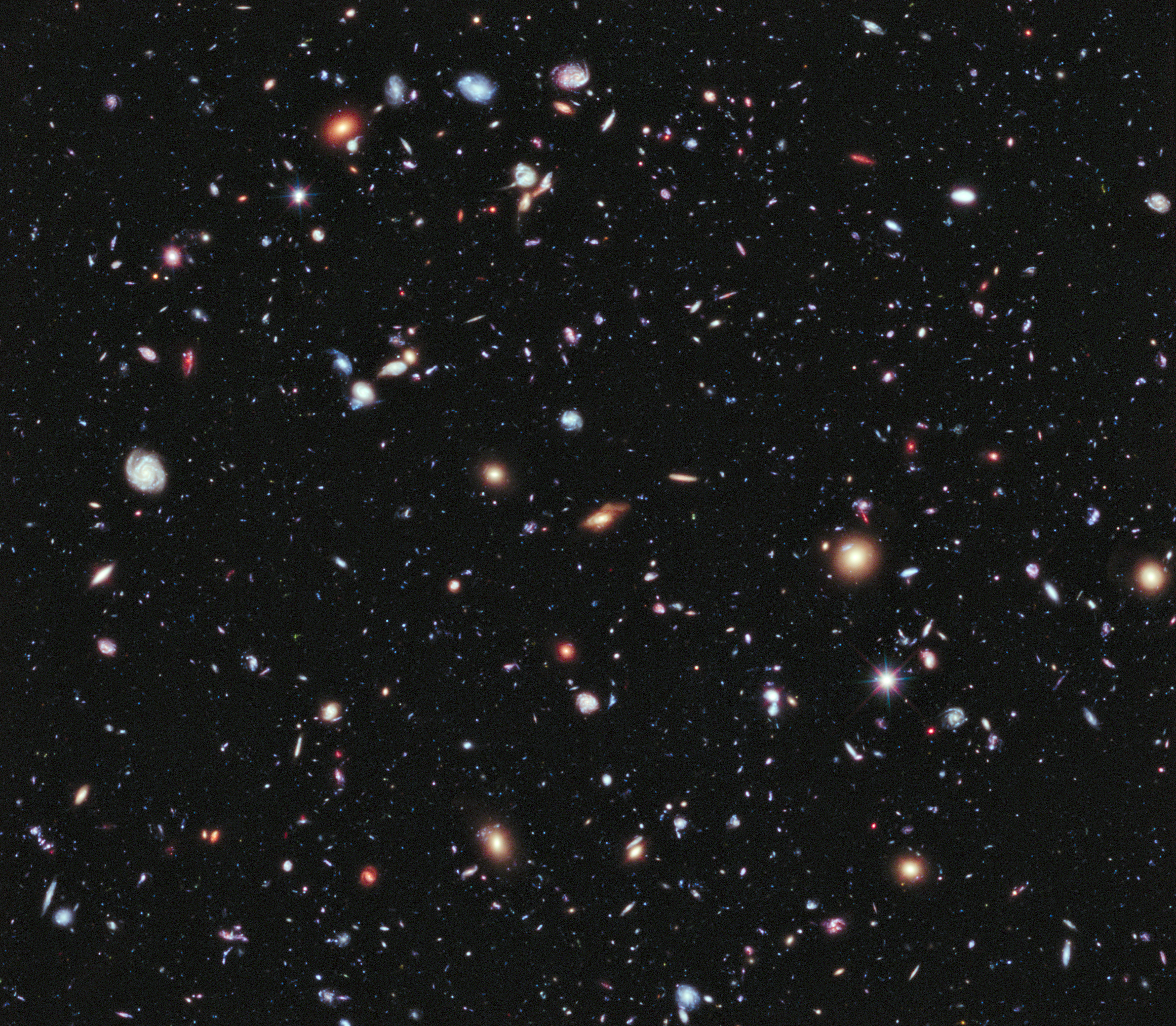
حقل هابل العميق الأقصى (XDF)، الصورة أخذت في 2012.

حقل هابل العميق الأقصى Hubble eXtreme Deep Field (XDF) صدر في 25 سبتمبر 2012، هو صورة لجزء من الفضاء في مركز صورة حقل هابل العميق الفائق، يمثل مجموع مليوني ثانية (حوالي 23 يومًا) من وقت التعرض جُمعت على مدى 10 سنوات، الصورة تُغطي مساحة 2.3 دقيقة قوسية بنسبة 2 دقيقة قوسية، أو ما يقرب من 80% من مساحة الـ HUDF.
الـ XDF يحتوي على ما يقدر بـ 5500 مجرة، أقدمها يُنظر إليها كما كانت منذ 13.2 مليار سنة مضت، أكثر المجرات خفوتًا تبلغ واحدًا على عشرة مليارات من السطوع الذي يمكن أن يرى بالعين المجردة. المجرات الحمراء في الصورة هي بقايا مجرات بعد اصطدامات كبيرة خلال سنوات شيخوختها، العديد من المجرات الأصغر في الصورة هي مجرات صغيرة جدًا والتي تطورت في النهاية إلى مجرات كبرى، على غرار مجرة الطريق اللبني ومجرات أخرى في الجوار المجري.

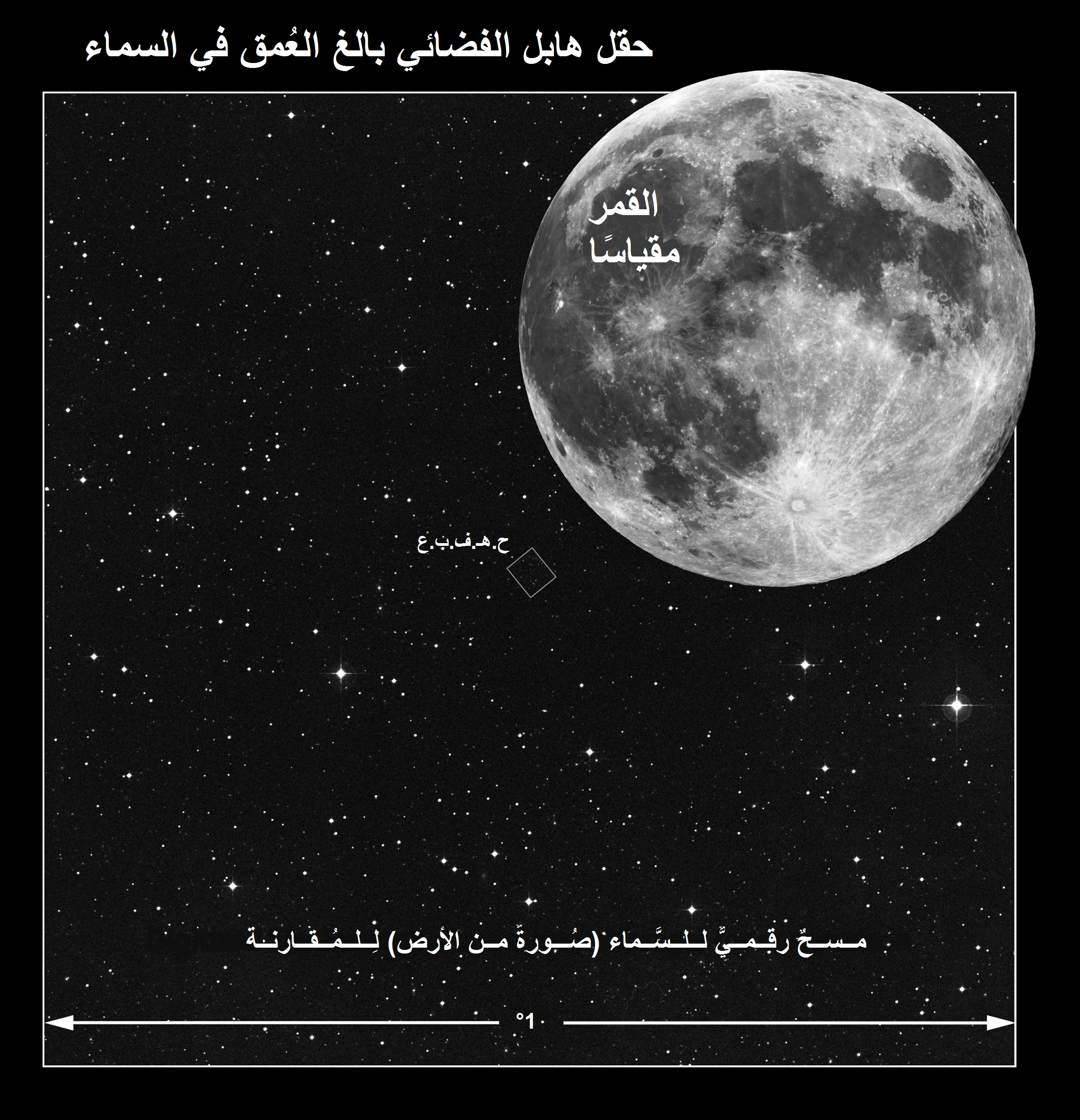
حجم الـ XDF مقارنة مع حجم القمر.
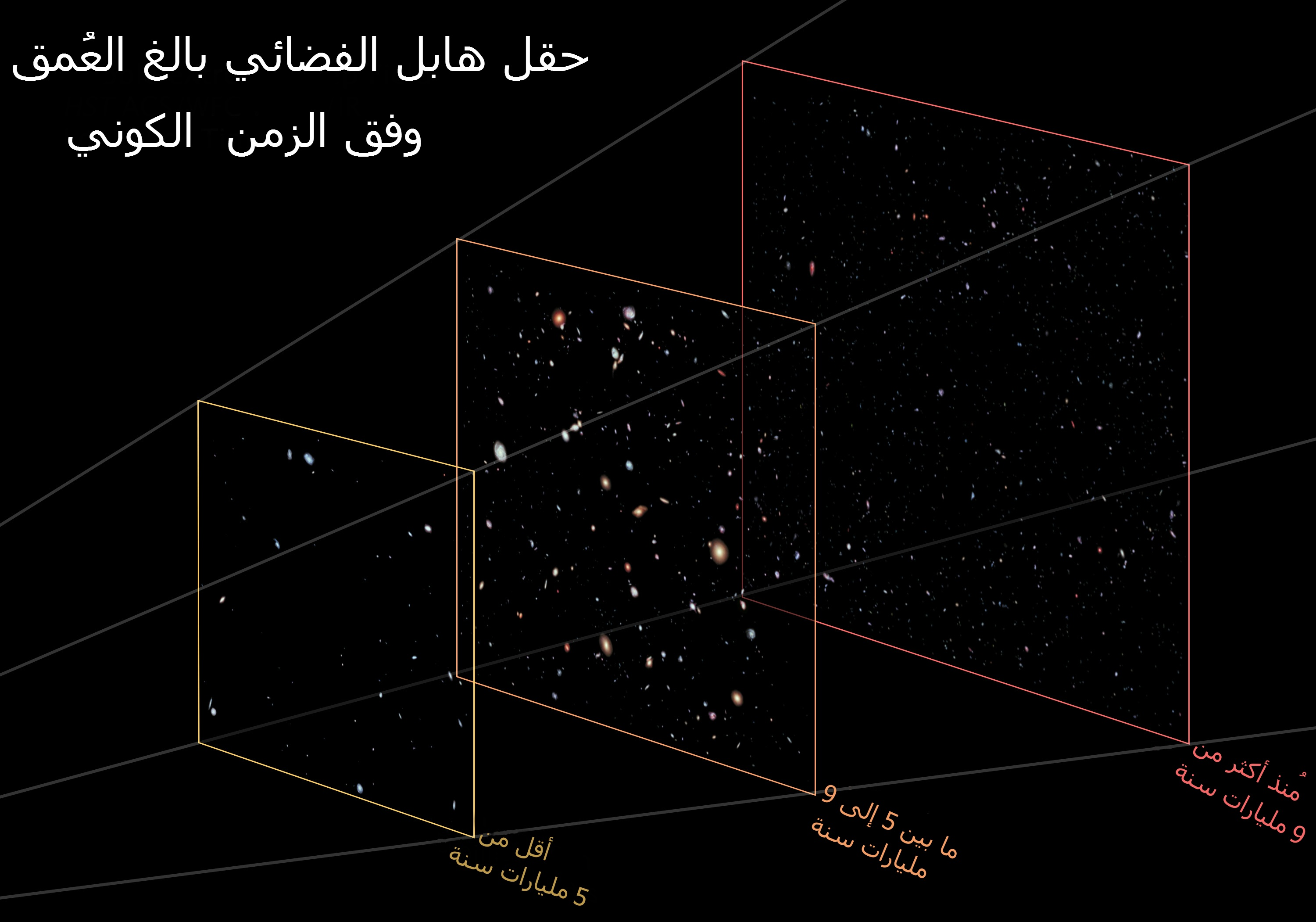
صورة XDF تُظهر المجرات الناضجة في المسطح الأمامي، ثم المجرات شبه الناضجة منذ 5 إلى 9 مليارات سنة تقريبًا، ثم المجرات البدائية بعد 9 مليارات سنة.
- ڤيديو (02:42 دقيقة) عن حقل هابل العميق الأقصى.

## وصلات خارجية
- NASA site with animations
- Exploring galaxy formation in the early universe - How did the first galaxies get so large so quickly?
- Scalable interactive UDF with 10,000 galaxies mapped. Wikisky.org
- Hubblesite page for the XDF image
- XDF Project from the UCO/Lick Observatory